# Genkinita
La genkinita és un mineral de la classe dels sulfurs. Rep el seu nom d'Aleksandr D. Genkin (1919-2010), mineralogista rus especialitzat en minerals del grup del platí.

## Característiques
La genkinita és un sulfur d'antimoni, platí, pal·ladi i rodi, de fórmula química (Pt,Pd,Rh)₄Sb₃. Va ser aprovat per l'Associació Mineralògica Internacional l'any 1976. Cristal·litza en el sistema tetragonal, i es troba en forma de grans irregulars de fins a 160 micres. La seva duresa a l'escala de Mohs es troba entre 5,5 i 6.
Segons la classificació de Nickel-Strunz, la genkinita pertany a «02.AC: Aliatges de metal·loides amb PGE» juntament amb els següents minerals: atheneïta, vincentita, arsenopal·ladinita, mertieïta-II, stillwaterita, isomertieïta, mertieïta-I, miessiïta, palarstanur, estibiopal·ladinita, menshikovita, majakita, pal·ladoarsenur, pal·ladobismutarsenur, pal·ladodimita, rodarsenur, naldrettita, polkanovita, ungavaïta, polarita, borishanskiïta, froodita i iridarsenita.

## Formació i jaciments
Es troba en placers, en ofiolites o roques ultramàfiques que contenen platí. Va ser descoberta l'any 1976 a la mina Onverwacht, a Lydenburg (Mpumalanga, Sud-àfrica). També se n'ha descrit a Austràlia, Canadà, Etiòpia, Rússia, Escòcia i els Estats Units. Sol trobar-se associada a altres minerals com: sperrylita, platarsita, ruthenarsenita, estibiopal·ladinita, mertieïta-II, aliatges de platí i ferro, cromita, osmi, hol·lingworthita, irarsita, laurita, pentlandita rutènica, aliatges de platí, pal·ladi i coure.